# Жабинець
Жабинець — річка в Україні, у Долинському районі Івано-Франківської області, ліва притока Мизунки (басейн Дністра).

## Опис
Довжина річки приблизно 3 км. Формується з багатьох безіменних струмків.

## Розташування
Бере початок на південно-західній околиці села Сенечіва. Тече через нього на північний схід і на його східній околиці впадає у річку Мизунку, ліву притоку Свічі.